# Robert Marušič
Robert Marušič, slovenski nogometaš, * 10. avgust 1973.
Marušič je nekdanji profesionalni nogometaš, ki je igral na položaju napadalca. V svoji karieri je igral za slovenske klube Naklo, Gorica, Primorje, Triglav Kranj in Šenčur ter izraelski Maccabi Herzliya in češki Viktoria Plzeň. Skupno je v prvi slovenski ligi odigral 163 tekem in dosegel 49 golov. Med letoma 1992 in 1995 je odigral devet tekem in dosegel dva gola za slovensko reprezentanco do 21 let.